# Родина (Болгарія)
Ро́дина (болг. Родина) — село у Великотирновській області Болгарії. Входить до складу общини Златариця.

## Населення
За даними перепису населення 2011 року у селі проживали 523 особи.
Національний склад населення села:
| Національність   | Кількість осіб | Відсоток |
| ---------------- | -------------- | -------- |
| турки            | 309            | 69,6%    |
| болгари          | 126            | 28,4%    |
| Всього відповіли | 444            |          |

Розподіл населення за віком у 2011 році:
Динаміка населення: